# Епархия Джибути
Епархия Джибути (лат. Dioecesis Gibutensis) — епархия Римско-Католической церкви с центром в городе Джибути, Джибути. Епархия Джибути распространяет свою юрисдикцию на всю территорию Джибути. Епархия Джибути подчиняется непосредственно Святому Престолу.

## История
28 апреля 1914 года Святой Престол издал декрет «Ne adversis», которым учредил апостольскую префектуру Джибути, выделив её из апостольского викариата Галлы (сегодня — Апостольский викариат Харэра).
13 февраля 1925 года Римский папа Пий XI издал бреве «Ex hac divi», которым присоединил к апостольской префектуре Джибути часть территории апостольского викариата Галлы.
25 марта 1937 года Римский папа Пий XI издал буллу «Quo in Praefectura», которой ограничил территорию Епархии Джибути границей современного Сомали.
14 сентября 1955 года Римский папа Пий XII выпустил буллу «Dum tantis», которой преобразовал апостольскую префектуру в епархию.

## Ординарии епархии
- Pasquale da Luchon (1914—1923);
- Marcelliano da La Guerche (22.10.1937 — 1945);
- Henri-Bernardin Hoffmann (28.09.1945 — 21.03.1979);
- Michel-Joseph-Gérard Gagnon (28.03.1980 — 3.07.1987);
- Georges Marcel Émile Nicolas Perron (21.11.1992 — 13.03.2001);
- епископ Giorgio Bertin (13.03.2001 — по настоящее время).

## Источник
- Annuario Pontificio, Libreria Editrice Vaticana, Città del Vaticano, 2003, ISBN 88-209-7422-3
- Декрет Ne adversis, AAS 6 (1914), стр. 233  (лат.)
- Бреве Ex hac divi, AAS 17 (1925), стр. 227  (лат.)
- Булла Quo in Praefectura, AAS 29 (1937), стр. 361  (лат.)
- Булла Dum tantis, AAS 48 (1956), p. 113  (лат.)